# Семен Котко

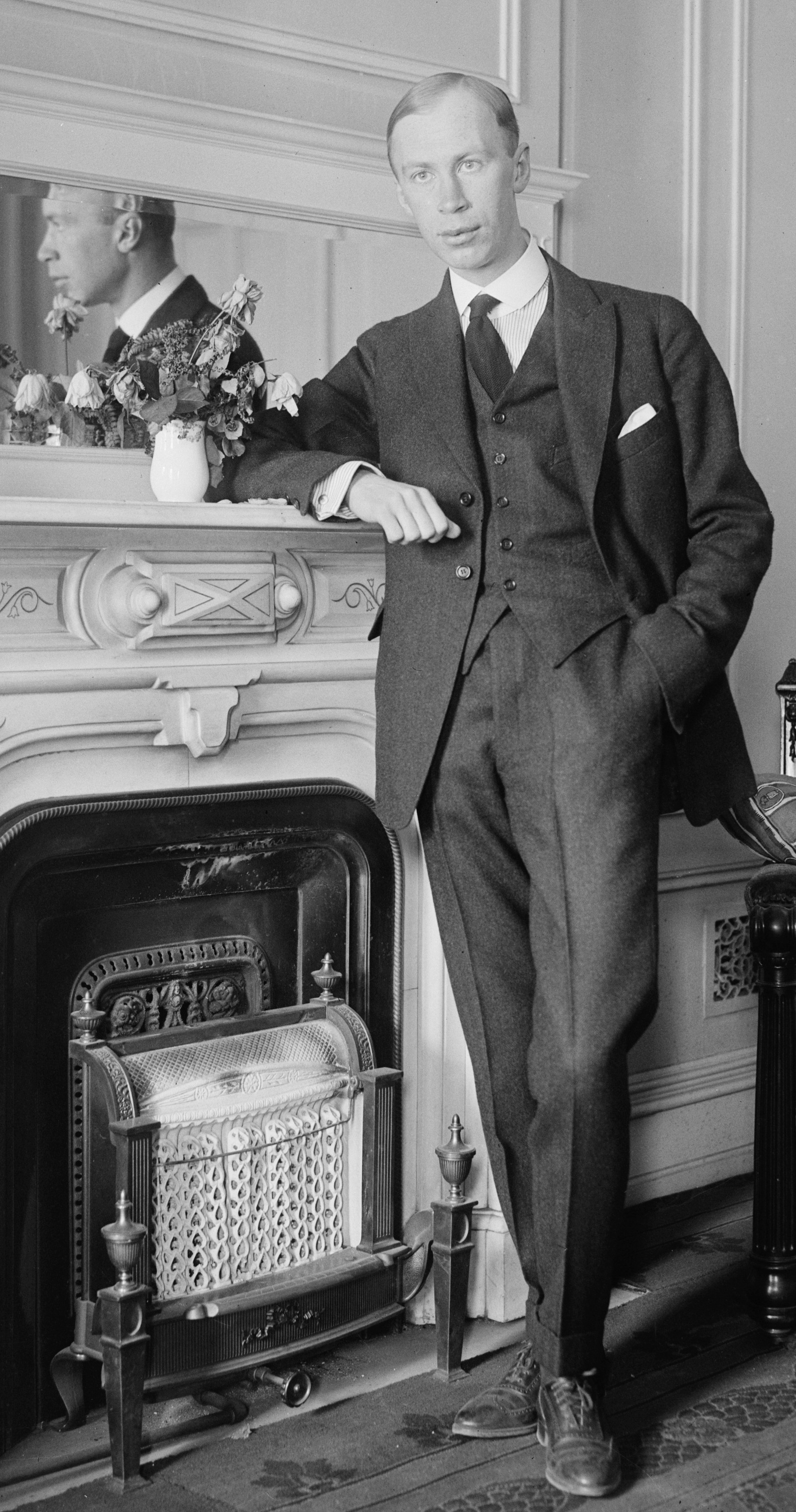
Сергій Прокоф'єв у 1918 році

«Семен Котко» (рос. «Семён Котко») — опера Сергія Прокоф'єва, написана у 1939 році. Лібрето Валентина Катаєва та композитора за повістю В. Катаєва «Я син трудового народу». Прем'єра відбулася 23 червня 1940 році у Москві в Театрі Станіславського. Одна із двох опер композитора (інша — «Повість про справжню людину»), написана на радянський сюжет.

## Дійові особи
- Семен Котко, демобілізований солдат (тенор)
- Мати Семена (меццо-сопрано)
- Фрося, сестра Семена (меццо-сопрано)
- Ременюк, голова сільради і командир партизанського загону (бас)
- Ткаченко, колишній фельдфебель (бас)
- Хівря, його дружина (меццо-сопрано)
- Софія, їхня дочка (сопрано)
- Василь Царьов, матрос (баритон)
- Любка, наречена Царьова (сопрано)
- Івасенко, старий (бас)
- Микола, його син (тенор)
- Працівник, він же поміщик Клембівському (тенор)
- Фон Вирхов, німецький обер-лейтенант (тенор)
- Перекладач (тенор)
- Хлопець (бас)
- Бандурист (баритон)
- Селяни і селянки, партизани, гайдамаки, червоноармійці, білогвардійці

## Сюжет
Дія відбувається у 1918 році в Україні за часів гетьмана Скоропадського.
З фронту повертається Семен. Приходить наречена Семена Софія, хоча її батько проти шлюбу із соціальних причин. Сестра Семена Фрося радить як сватів послати до Ткаченка голову сільради Ременюка і матроса Царьова, можливо їм вдасться переконати батька погодитись на шлюб доньки.
Свати навіщають Ткаченка вдома, проте їх діалог переривається звісткою про прихід німецьких розвідників. Ткаченко з нетерпінням чекає на прихід німців (які за Берестейським миром підтримували Українську Державу), проте Ременюк і Царьов іншої думки — вони запродалися більшовицьким загарбникам. Хитрощами Царьову вдається споїти та обеззброїти німців і Ременюк радить йому тікати.
Вночі на сільській вулиці гуляють закохані пари — Семен і Софія, Любка і Царьов, Фрося і Микола. Ткаченко гукає Софію і велить їй повертатися додому, він сподівається скасувати заручини. Раптом до села повертаються німці і гайдамаки. Вони знешкоджують Царьова і Івасенка, але Семен з Миколою встигають зникнути. У селі спалахує пожежа. Селяни намагаються врятувати пожитки від вогню, а Любка, побачивши коханого на шибениці, втрачає розум.
Селяни у траурі через загибель односельчан-запроданців. Тим часом у лісі Семен і Микола приходять на зустріч з Ременюком, який став командиром місцевого проросійського угрупування. До їх табору прибігає Фрося, скаржиться на німців, а також на те, що Софію видають заміж за Клембівського, який переховувався у Ткаченка від колаборантів. У загін приходить наказ з'єднатися з частинами Червоної Армії, а спочатку провести розвідку в тилу ворогів. Семен і Микола відправляються першими.
Сільська площа перед церквою. Софія з Клембівським планують обвінчатися, але Семен з Миколою викрадають дівчину. Гайдамаки здійснюють спробу її повернути, але невдало — до заколотників приходить підкріплення. Опера закінчується пафосним хором червоноармійців за участю головних персонажів, вони називають окуповану московськими силами Україну «свободною» і мають рішучість рухатись уперед.

## Українські мотиви в опері
В цій опері Прокоф'єв звертається до української творчості. Так, в аріозо Фросі «И шумит, и гудит» (1 дія) використано українську пісні «Ой, не пугай, пугаченьку». В другій дії близьким до українських пісень є хор «Рано-раненько», цей же матеріал вперше звучить в увертюрі. У четвертій дії Прокоф'єв використовує текст Шевченківського «Заповіту», проте покладений він на власну музику неокласичної стилістики. У клавірі опери та радянських аудіозаписах цей хор, як і вся опера, звучить російською мовою.

## Записи і постановки
В Росії оперу було вперше записано в 1960 році силами московських оперних театрів, хору і оркестру Всесоюзного радіо під керуванням диригента Михайла Жукова. У 1999 року на сцені Маріїнського театру оперу з неабияким успіхом поставив Валерій Гергієв, її відеозапис доступний на youtube. У 2014 році з початком російсько-української війни опера була поставлена в концертному виконанні у Москві силами Державної симфонічної капели Росії (керівник — Валерій Полянський), що надихнуло московських критиків виявити в опері пророцтво.
В радянській Україні опера ставилася в Донецьку та Одесі (диригент — Н. Д. Покровський).
В сучасній Україні опера Семен Котко вважається маловідомою, за винятком однієї сцени — «Заповіту». Вперше сцена «Заповіту» була представлена у Львові в рамках проекту «Донкульт» (диригент — Кирило Карабиць), а потім — 2016 року — на концерті з нагоди Дня незалежності України на Майдані Незалежності. Обидва виконання здійснювалися українською мовою (музику адаптовано під оригінальний текст Т. Шевченка). Проте, останнє виконання викликало полеміку після того, як брати Капранови обурилися, що на Майдані будуть «русскій мір і червоноармійці».
2025 року в Большому театрі (Москва) відбулась прем'єра опери. Диригент — Валерій Гергієв. Глядачам показали пропагандистські слайди з виправданням російського вторгнення в Україну.